# Transkulturelle Psychiatrie
Die seit Eric David Wittkower (1972) definierte Bedeutung der transkulturellen Psychiatrie lautet: „Die transkulturelle Psychiatrie ist der Zweig der Psychiatrie, der sich mit den kulturellen Aspekten der Ätiologie, der Häufigkeit und Art geistiger Erkrankungen sowie mit der Behandlung und Nachbehandlung der Krankheiten innerhalb einer gegebenen Einheit befasst.“ Der Begriff „transkulturelle Psychiatrie“, der eine Erweiterung der kulturellen Psychiatrie ist, bedeutet, dass der wissenschaftliche Beobachter über den Bereich einer kulturellen Einheit hinausblickend andere Kulturbereiche einbeziehen sollte, um sein Verständnis für einen kulturell anders geprägten Personenkreis zu schärfen. Insofern verfolgt die transkulturelle Psychiatrie ähnliche Ansätze, wie sie aus ethnologischer Sicht die Ethnopsychiatrie oder die Ethnopsychoanalyse vertritt.

## Unterscheidungen
Die transkulturelle Psychiatrie unterscheidet sich von der vergleichenden Psychiatrie insofern, als bei letzterer die verschiedenen Krankheiten miteinander verglichen werden und nicht so sehr Wert gelegt wird auf das Verständnis einzelner Betroffener, vielmehr dagegen auf kollektive geisteswissenschaftliche Aspekte.

## Anfänge der transkulturellen Psychiatrie
Begründer der transkulturellen Psychiatrie war Emil Kraepelin, der einen entsprechenden psychiatrischen Bericht aus Anlass der von ihm 1904 besuchten Anstalt Buitenzorg auf Java verfasste. Ähnliche Arbeiten wurden 1905 in Paris von Edouard Jeanselme durchgeführt, der die gleiche, 1881 von Holländern in eine Colonie agricole umgewandelte Anstalt wie Kraepelin besuchte. Diese Einrichtung wurde ohne Zwangsmaßnahmen betrieben. Für die USA sind Benjamin Rush (1745–1813) und James Woods Babcock (1856–1922) als wichtige Protagonisten der transkulturellen Psychiatrie zu nennen, für Frankreich Jaques-Joseph Moreau de Tours (1804–1884) und für das Russische Reich Alexei Iraklijewitsch Lewschin (1797–1879).

## Fragestellungen
Transkulturelle Kompetenz in der Psychiatrie, Psychotherapie und Psychosomatik:
- Ist eine Migration per se krankmachend?
- Ist jedes Symptom eines Migranten ein Hinweis auf die erfolgte Migration?
- Diagnoseerhebung, Therapie – Auswahl und Verlauf (psychopharmakologische und psychotherapeutische Therapie) aus der Sicht der transkulturellen Psychiatrie, Psychotherapie und Psychosomatik
- Umgang mit migrationsspezifischen Fragestellungen in der Medizin, insbesondere in der Psychiatrie, Psychotherapie und Psychosomatik
- Posttraumatische Belastungsstörung: Diagnosestellung und Therapie aus der Sicht der transkulturellen Psychiatrie, Psychotherapie und Psychosomatik
- Kenntnisse des Asyl- und Aufenthaltsrechtes im Umgang mit psychisch erkrankten Migranten
- Qualifizierter Umgang mit Dolmetschern im Rahmen der Diagnoseerhebung sowie der psychotherapeutischen Arbeit
- Testverfahren und deren Einsatz in der Psychiatrie aus transkultureller Sicht
- Ethnomedizinische Fragestellungen
- Regelmäßige Teilnahme an Fort- und Weiterbildungsangeboten im Bereich der transkulturellen Psychiatrie, Psychotherapie und Psychosomatik